# Глобальный портал ЕС
Global Gateway (Глобальный портал ЕС) — глобальный экономический проект Европейского Союза (ЕС). 
Проект предусматривает инвестирование в проекты по развитию инфраструктуры, зелёной энергетики, производства водородного топлива, созданию вакцин нового поколения и установление экономического партнёрства на основе принципов взаимовыгодного сотрудничества.
Проект разработан Европейской комиссией под руководством Урсулы фон дер Ляйен как глобальный проект обеспечения европейской стратегической независимости. Он рассматривается как ответ на китайскую Инициативу пояса и пути, которую лидеры ЕС подвергли резкой критике из-за проблем с нарушением прав человека и экономических рисков, неблагоприятных условий и дискриминацию в торговых отношениях.

## Цели
Проект является частью торговой политики ЕС по развитию торговли и инвестиций в глобальном масштабе. Он также является шагом, предпринятым для противодействия растущему глобальному политическому и экономическому влиянию Китая. На 47-м саммите G7 лидеры стран сделали заявление о запуске инвестиционных инициатив с общим объёмом в сотни миллиардов долларов для конкуренции с инициативой КНР «Один пояс, один путь». Ещё одной целью проекта является противодействие глобальному потеплению. Таким образом, проект является глобальным продолжением политики Зелёного пакта для Европы.
После 2022 года, в условиях санкционной войны ЕС против России, ЕС  планируют, за счет создания транспортного коридора из Центральной Азии в Европу через Закавказье и Турцию, устроить России экономическую блокаду и хочет заручиться поддержкой стран Центральной Азии, чтобы Россия не могла обходить санкции (глава внешнеполитической службы ЕС Ж. Боррель прямо заявил, что планы по созданию транспортного коридора направлены против России).

## Проекты
В декабре 2022 года ЕС для продвижения проекта провел виртуальный гала-концерт стоимостью 387 000 евро в Метавселенной.

## Финансирование
Финансирование проекта будут осуществлять институты развития и финансов ЕС и государств-членов, а также Европейский инвестиционный банк (ЕИБ) и Европейский банк реконструкции и развития (ЕБРР) с привлечением частных инвестиций. Для того, чтобы помочь европейским компаниям в странах, где им приходится сталкиваться с серьёзными трудностями, рассматривается возможность создания Европейского механизма экспортного кредитования.
Евросоюз собирается привлечь (на 2024 г.) до 10 млрд евро инвестиций, однако пока сам ЕС готов выделить лишь 3 млрд евро в виде двух кредитных линий от ЕБРР и ЕИБ. 
Примерами программ финансирования проекта являются NDICI-Global Europe в качестве его финансового подразделения, поддерживаемые гарантией ЕС в 40 миллиардов евро (из общей суммы 53,4 миллиарда евро) для снижения риска вложений(бюджет: 79 миллиардов евро) с EFSD+.
В общей сложности EFSD+ предоставит 135 млрд евро инвестиций, гарантированных ЕС для проекта, до 18 млрд евро в виде грантов и дополнительно со стороны европейских финансовых институтов и институтов развития запланированы и ожидаются инвестиции в объёме 145 млрд евро.
Примерно половина из ожидаемых 300 миллиардов евро средств проекта должна быть привлечена за счет частных инвестиций, которые ЕС надеется привлечь с помощью системы финансовых гарантий.

### Кооперация
Планируется сотрудничество проекта с американской инициативой «Построить лучше, чем было» с аналогичными целями. Оба проекта будут укреплять и поддерживать друг друга.
В комментариях к проекту, в 2021 году Урсула фон дер Ляйен заявила, что 6-й саммит Европейского союза и Африканского союза станет его первым конкретным испытанием. Другими возможными для финансирования и дальнейшего партнерства регионами, являются Япония и Индия, а также Западные Балканы, Восточное партнерство, а также Центральная Азия и Латинская Америка.

## Критика
В статье газеты «South China Morning Post» за декабрь 2022 года говорится, что конкретные подробности о готовящихся проектах найти сложно, и что вместо этого ЕС опубликовал краткое изложение проектов, которые он хотел бы реализовать. Конкретные проекты, указанные как часть Global Gateway, включают проекты, для которых средства уже были выделены, а не новое финансирование. По словам научного сотрудника «Центра глобального развития» В. Гьюда Мура, проект «в значительной степени опирается на существующие программы и инициативы, которые были бы реализованы, даже если бы Global Gateway не существовало», и проект «не пошел дальше слов».